# Start It Up
Start It Up – trzeci singel amerykańskiego rapera Lloyda Banksa z jego trzeciego albumu studyjnego H.F.M. 2 (Hunger for More 2)). Został wydany 2 listopada 2010 roku jako digital download. Utwór został nagrany we współpracy z Kanye Westem, Swizz Beatzem, Ryanem Leslie i Fabolousem.